# Myck Lajos
Mjksburgi Myck (Muck, Mück) Károly Lajos (Olmütz, Morvaország, 1812. december 17. – ?) építész, az 1848-1849-es magyar szabadságharc egyik századosa.

## Élete
Római katolikus vallásban született, Myck Ferenc császári-királyi főhadnagy és Siebenheuer Anna fiaként; egyik fivére Myck József honvéd őrnagy volt. 1824 és 1827 között a bécsújhelyi katonai akadémián folytatott tanulmányokat, később építész lett.
A magyar szabadságharcba 1848. szeptember 13-án kapcsolódott be, nemzetőr hadnagyi rangban, mint Görgei Artúr Szolnokon megalakult önkéntes nemzetőri táborának hidásztisztje. Még aznap együtt utaztak Pestre, majd másnap vissza, 16-án pedig Myck – két tiszttársával és két közvitézzel – újból Pestre ment, ahol nagyjából egy hetet tartózkodott.
Fennmaradt Görgeinek egy szeptember 25-én kelt, neki szóló utasítása, melyről nem ismert, hogy teljesítette-e. A hadvezetés bizalmát azonban nyilvánvalóan nem vesztette el, mert november elején főhadnaggyá léptették elő – ekkor az 1. utászzászlóaljhoz került –, december közepén pedig már századossá nevezték ki, ezúttal a 2. utászzászlóalj létszámába. Ugyanezen időpontban a Hadi Főtanoda tanárává is kinevezték, de ténylegesen a fel-dunai hadtestnél maradt.
Az 1849-es tavaszi és a nyári hadjáratok idején a fel-dunai hadsereg pontonhíd-készletét biztosítani hivatott hidászszázad parancsnoka volt. 1849. július 25-ével a 4. utászzászlóalj állományába helyezték át és a szegedi erődítések építésének munkavezetője lett. Világosnál tette le a fegyvert. Életútjának további szakasza nem tisztázott.